# Dexter Holland
Bryan Keith Holland (Garden Grove, 29 december 1965) beter bekend onder zijn artiestennaam Dexter Holland, is een Amerikaans muzikant die bekendstaat als de leadzanger, slaggitarist, songwriter, componist en medeoprichter van de Amerikaanse punkrockband The Offspring. Naast zijn muzikale carrière is Holland moleculair bioloog, gediplomeerd piloot en bedenker van zijn eigen saus Gringo Bandito.

## Biografie
Holland werd geboren in Garden Grove en groeide daar ook op. Hij heeft twee zussen en een broer. Holland was een van de beste leerlingen van zijn middelbare school aan de Pacifica High School in Californië waar hij in 1984 zijn diploma behaalde.
In 1984 begon hij muziek te spelen met zijn vriend en cross-country teamgenoot Greg K. waarbij Holland de drums bespeelde. De band ontstond nadat het duo er niet in slaagde om deel te nemen aan een concert van Social Distortion. Nadat James Lilja was aangenomen als hun drummer en Holland over was geschakeld op zang en gitaar, werd de naam van de band 'Manic Subsidal'. Voor een korte tijd heeft Dexter bij Clowns Of Death gezeten waar ze samen met James Lilja, Noodles, Aaron Henderson en Mike Mullenix in zaten, maar Holland verliet de band al na een paar optredens. In 1985 kwam Noodles bij de band en in 1986 veranderden ze de band’s naam naar The Offspring. Zij namen hun eerste demo op in 1988. Zij tekenden een contract met Nemesis Records en namen in maart 1989 het album The Offspring op. Holland is het enige bandlid dat vanaf de oprichting in 1984 nog steeds in de band is blijven spelen. Hij staat samen met Noodles bekend als een de vaste leden voor de band. Holland is het brein achter de band en schrijft alle teksten en componeert alle muziek (gitaar, bas, drums, piano, etc.) voor de band.
Na het behalen van zijn middelbareschooldiploma ging Holland moleculaire biologie studeren aan de University of Southern California, waar hij een bachelor- en mastergraad behaalde. Zijn promotietraject stelde hij uit vanwege het succes van The Offspring. In 2013 pakte hij zijn studie weer op, en in 2017 behaalde hij zijn Ph.D (doctoraat).
Holland heeft een onafhankelijk platenlabel opgericht samen met Greg K. genaamd Nitro Records dat later uitsluitend de verantwoordelijkheid had van Holland. Sinds 2010 heeft Holland een eigen chillisausmerk: Gringo Bandito. Het heeft meer dan een miljoen flessen verkocht en is verkrijgbaar in meer dan 500 restaurants en 7.000 winkels, waaronder een top-ranked hete saus op Amazon.com. Het hoofdkantoor van Gringo Bandito bevindt zich in een industriepark in Huntington Beach, naast de opnamestudio van The Offspring.

### Filantropie
In 1997 sloegen Holland en voormalig Dead Kennedys-zanger Jello Biafra de handen ineen om de F.S.U. Foundation op te richten, die geld inzamelt door middel van liefdadigheidsconcerten. De stichting organiseerde benefietshows om geld in te zamelen voor verschillende goede doelen, waaronder AIDS Project Los Angeles, Poor People's United Fund, Trees Foundation en Amnesty International.
Holland nam deel aan de Los Angeles Marathon 2006 en 2008; zijn liefdadigheidsinstelling was het Innocence Project, een juridische kliniek zonder winstoogmerk die rechtszaken behandelt waarin DNA-testen na veroordeling overtuigend bewijs van onschuld kunnen opleveren

### Persoonlijk
Holland houdt zijn persoonlijke leven privé. Tijdens interviews heeft Holland het meestal over zijn werk en nooit echt over zijn persoonlijke leven en maakt meestal grapjes als er tijdens interviews persoonlijke vragen worden gesteld.
Holland is een gediplomeerd piloot en voltooide in 2004 een tiendaagse reis om de wereld met een vliegtuig.
Holland was getrouwd met haarstylist Kristine Luna. Ze schreef mee aan het nummer "Session" voor het Ignition-album en verschijnt ook in de Offspring-muziekvideo "I Choose". Holland en Luna ontmoetten elkaar in 1992, trouwden in 1995, en scheidden in 2012. Hij trouwde met Amber Sasse in 2013. Holland heeft een dochter, Alexa Holland, uit een eerdere relatie. Ze werkt onder de artiestennaam Lex Land en is een singer-songwriter. Met Holland’s huidige vrouw Amber Sasse kreeg Holland twee kinderen uit 2016 en uit 2019.
Hollands favoriete hobby is surfen, zoals te zien is in de muziekvideo "Da Hui".

## Apparatuur
De eerste gitaar die Holland in 1984 kreeg was een Hondo gitaar. Vanaf 1987 gebruikte Holland de Ibanez RG body 570 die hij in 1994 over liet schilderen met groen en bruin en er verschillende stickers op deed. In 2003 liet Holland deze weer over spuiten met zilver met een staalprint erop. De Ibanez RG gitaren van Holland zijn gemaakt van mahonie en uitgerust met DiMarzio Super Distortion brugpickups. Hij speelt via een Mesa Boogie Dual Rectifier. Sinds 2012 speelt Holland met de Ibanez ARZ 800.

## Discografie
| Jaar | band           | Titel                                       |
| ---- | -------------- | ------------------------------------------- |
| 1984 | Manic Subsidal | We Got Power: Party Animal II               |
| 1989 | The Offspring  | The Offspring                               |
| 1991 | The Offspring  | Baghdad                                     |
| 1992 | The Offspring  | Ignition                                    |
| 1994 | The Offspring  | Smash                                       |
| 1997 | The Offspring  | Club Me                                     |
| 1997 | The Offspring  | Ixnay on the Hombre                         |
| 1998 | The Offspring  | Americana                                   |
| 1998 | The Offspring  | A Piece of Americana                        |
| 1998 | The Vandals    | Hitler Bad, Vandals Good                    |
| 1999 | The Aquabats   | The Aquabats vs. the Floating Eye of Death! |
| 1999 | AFI            | Black Sails in the Sunset                   |
| 2000 | The Vandals    | Look What I Almost Stepped In...            |
| 2000 | The Offspring  | Conspiracy of One                           |
| 2003 | The Offspring  | Splinter                                    |
| 2004 | Dwarves        | The Dwarves Must Die                        |
| 2005 | The Offspring  | Greatest Hits                               |
| 2006 | Puffy AmiYumi  | Splurge                                     |
| 2008 | The Offspring  | Rise and Fall, Rage and Grace               |
| 2010 | Ron Emory      | Walk That Walk                              |
| 2011 | Dwarves        | The Dwarves Are Born Again                  |
| 2012 | The Offspring  | Days Go By                                  |
| 2014 | The Offspring  | Summer Nationals                            |
| 2014 | Dwarves        | The Dwarves Invented Rock & Roll            |
| 2018 | Dwarves        | Take Back The Night                         |
| 2021 | The Offspring  | Let the Bad Times Roll                      |
| 2021 | The Offspring  | Gone Away                                   |
| 2024 | Mötley Crüe    | Canceled                                    |
| 2024 | The Offspring  | Supercharged                                |

- Bibsys: 90329890
- International Standard Name Identifier: 0000 0000 4183 7369
- Library of Congress Control Number: no99039315
- MusicBrainz: dbdf3e41-1978-49ba-8e23-2d09fe15347a
- Nationale Bibliotheek van Tsjechië: ola2002152879
- Virtual International Authority File: 63642448
- WorldCat: E39PBJjhwKH3K3hdDdvgWfp3wC